# Petr Michálek
Petr Michálek (ur. 19 sierpnia 1989) – czeski siatkarz, grający na pozycji przyjmującego, reprezentant Czech. 

## Sukcesy klubowe
Mistrzostwo Czech:
- 2009, 2011, 2012[1], 2014, 2017[2], 2019, 2024[3]
- 2013, 2015, 2021, 2023[4]
- 2010, 2016, 2022[5], 2025[6]

Puchar Czech:
- 2011, 2019, 2020, 2022[7]

## Sukcesy reprezentacyjne
Liga Europejska:
- 2018